# Sicarius utriformis
Espèce
Synonymes
- Thomisoides utriformis Butler, 1877

Sicarius utriformis est une espèce d'araignées aranéomorphes de la famille des Sicariidae.

## Distribution
Cette espèce est endémique des îles Galápagos.

## Publication originale
- Butler, 1877 : Myriopoda and Arachnida. Account of the zoological collection made during the visit of H. M. S. Peterel to the Galapagos Islands. Proceedings of the Zoological Society of London, vol. 1877, p. 75-77 (texte intégral).